# Стефана Велізар Теодоряну
Стефана Велізар Теодоряну (17 жовтня 1897, Санкт-Моріц — 30/31 травня 1995) — румунська романістка, поетеса і перекладачка; дружина письменника Йонеля Теодоряну. Заохочена до літератури чоловіком, вона була пізнім представником попоранського традиціоналізму, який вона доповнила «моральними темами», пов'язаними з румунським православ'ям. Її ранні роботи, створені під час Другої світової війни, в основному складаються з романів, присвячених внутрішнім конфліктам і «моральним тріумфам» провінційних жінок — таких, як вона сама. У чомусь доповнюючи своїми творами роботи власного чоловіка, Стефана Теодоряну свого часу завоювали похвалу критиків, але згодом була піддана їх негативним відгуками, за «ідилічні» і «дидактичні» книги.
Будучи, як і її чоловік, антикомуністом, Велісар допомагала письменникам і політичним діячам, переслідуваним комуністичним режимом у Румунії. Вона продовжувала публікуватися і пізніше, перейшовши, головним чином, до спільної перекладацької роботи (до кінця 1960-х років) і заслужила визнання своїми перекладами класиків російської літератури румунською мовою. В той же проміжок часу вона стала вдовою — смерть чоловіка сталася в розпал «комуністичного тиску» на родину: її зять Песторель був відправлений до в'язниці, як і її друг — Діну Пілла, а багато знайомих втекли із Румунії. Пізніше, коли обставини стали більш сприятливими, Велісар жила тихим і спокійним життям і, врешті-решт, пішла в монастир Văratec. Її пізня робота складалася зі спогадів про стосунки з Теодореану, а також публікації листів, які вона відправляла родині Пілла.

## Біографія

### Ранні роки та літературний дебют
Стефана народилася у швейцарському курортному місті Санкт-Моріц. Її батьками були дипломат Стефан Лупаску (1872—1946) і французька піддана Марія Мазурє. Батько Стефані, будучи високопоставленим членом масонської ложі, походив з боярського дворянства Молдавії. У зв'язку з тим, що батько часто перебував у дипломатичних та ділових поїздках, Стефані в основному виховували румунські родичі.
Згідно історій, які вона пізніше розповіла своїм друзям, Стефана відвідувала початкову школу у Франції. Потім вона закінчила центральну школу для дівчаток у Бухаресті. Під час військових кампаній Першої світової війни вона жила зі своїми двоюрідними братами Делаверзан, Селла і Генрієта в Яссах: саме через них вона вперше зустріла близько 1916 року у ті роки студента і починаючого письменника Іонеля Теодораяну, сина юриста і політика Освальда Теодореану. За її власними словами, він відразу був притягнутий її «блискучими чорними очима» і першими літературними дослідами. До травня 1919 року вірші Іонеля, що містили любовні зізнання на адресу Стефані, з'явилися в «Літературному журналі».
У 1920 році Стефана вийшла заміж за Іонеля: на церемонії були присутні члени літературного гуртка Viaţa Românească, включаючи Гарабета Ібреїляну. Таким чином вона також стала й невісткою гумориста Песторела. В шлюбі Стефана Теодоряну незабаром народила двох дітей-близнюків Штефана «Цефоне» (або «Афане») та Освальда «Гого». Молода родина жила в будинку на вулиці Когелнічану в Яссах і тривалий час межувала з Петру Поні та Александру Филіппедом. Близьким другом сім'ї був і романіст Михайле Садовяну, з яким вони разом поїхали до Туреччини в 1934 році.
Стефана була частим гостем салону Viaţa Românească; її власна перша робота була опублікована в 1929 році в журналі Bilete de Papagal. Стефана також співпрацювала з журналами Revista Fundaţiilor Regale і Familia. Її псевдонім «Велисар» був використаний в головному творі її чоловіка — романі «Медельї» (1925) — для персонажа, безпосередньо створеного за зразком Стефані.

### Друга світова війна романів
Переїхавши в Бухарест у 1938 році, родина тепер володіла особняком на вулиці Ромулус, на захід від Дудешти. Вони також володіли будинком на вулиці Міхая Емінеску, Dorobanţi, який Іонел отримав від Федерації єврейських громад за його послуги адвоката. Сама Велізар опублікувала роман «Calendar vechi» (Старий календар) незадовго до Другої світової війни і отримала за нього премію Румунської асоціації інтелектуалів. За цією книгою були й інші: у 1940 році був надрукований роман «Viaţa de cea toate zilele» (Повсякденне життя), а в 1943 — лірична записна книжка «Cloşca cu pui» (Курка і дівчинка).
Проза Теодоряну, яку часто критикують за «квінтесенцію жіночного парфумів», мала тенденцію до орнаментації і ліризму. У липні 1939 року рецензент Еуген Ловінеску писав, що «дуже ніжний талант» Теодоряну стояв осторонь від інших жіночих авторів, що з'явилися в той час: вона не дотримувалася ні «психологічного еротизму» Целла Серги і Лючії Деметріус, ні «запальної» чуттєвості Сорани Гуріан. За словами дослідника Олени Панаїт, як на рівні побудови персонажа, так і з точки зору літературного послання, в творах Теодоряну є помітний слід Рабіндраната Тагора, Льва Толстого та Івана Тургенєва. Сама Стефана залишалася пристрасним читачем Тагора і в похилому віці.